# Campocraspedon truncatus
Campocraspedon truncatus là một loài tò vò trong họ Ichneumonidae.